# Вторжение в Исландию (1940)
Исландская операция (англ. Invasion of Iceland) под кодовым названием Операция «Форк» (англ. Operation Fork — Вилка) — стратегическая операция британских вооружённых сил, проведённая в 1940 году во время Второй мировой войны. Целью операции было предотвращение возможной высадки германских войск в Исландии, а также недопущение использования территории острова экипажами немецких подводных лодок.
Активная фаза вторжения началась утром 10 мая 1940 года с высадки британских войск в столице страны, Рейкьявике. Не встречая сопротивления, они быстро заняли стратегически важные объекты, отключили узлы связи и арестовали всех находившихся в стране граждан Германии, после чего, изъяв местные транспортные средства, достаточно быстро заняли другие населённые пункты страны — Хвалфьордур, Акранес, Калдарнес, Санскей, взяв под контроль потенциальные места высадки в случае возможной немецкой контратаки. В последующие дни в Рейкьявике была развёрнута система ПВО, а британский военный отряд был направлен к ещё не занятому городу Акюрейри.
Уже вечером 10 мая правительство Исландии выразило категорический протест против оккупации нейтральной страны, потребовав от англичан компенсации. Британия в ответ пообещала не только компенсацию, но и заключение различных выгодных для Исландии соглашений, невмешательство во внутренние дела страны и полный вывод всех войск после окончания войны. После этого Исландия де-факто стала сотрудничать с союзниками, хотя формально ещё долгое время оставалась нейтральной страной.
Изначально оккупационные войска состояли из 815 британских морских пехотинцев и приданного им разведывательного отряда. Хотя они преуспели в своей миссии, этих сил было явно недостаточно для эффективного контроля всей территории острова. Поэтому уже 17 мая на острове было высажено ещё 4000 британских военнослужащих, впоследствии этот контингент был увеличен до 25 000 человек. Тем временем, на острове был создан пункт базирования Королевского военно-морского флота Великобритании (КВМФ), который использовался для стоянки, ремонта и заправки кораблей и судов, действующих в Северной Атлантике. Спустя год британские оккупационные силы были заменены американскими в количестве 60 000 человек, хотя США на тот момент ещё не вступили во Вторую мировую войну. США уже успели провести ряд акций аналогичного характера (в апреле того же года была взята «под защиту США» Гренландия). Американские войска находились в стране в течение последовавшей Холодной войны вплоть до 2006 года. После произведенной замены британских войск американцами, британские корабли и суда продолжали заходить и обслуживаться на острове. За время оккупации на острове англо-американскими союзниками была создана мощная инфраструктура обеспечения указанных военных объектов и развитая дорожно-транспортная сеть для военных же целей. Их строительство и обслуживание потребовало привлечения большого количества работников из числа местного населения, которое стало получать крупные по меркам европейских стран зарплаты в американских долларах.

## Предыстория
В 1918 году после долгого периода датского правления Исландия стала де-факто независимым государством, находящимся в личной унии с Данией: король Дании считался и королём Исландии, Дания была ответственна за внешнюю политику и оборону Исландии. «Новорождённое» Королевство Исландия объявило себя нейтральной страной без каких-либо собственных сил обороны. Договор об унии начал пересматриваться с 1931 года, и Исландией было заявлено, что через три года он будет в одностороннем порядке расторгнут ей, если новое приемлемое соглашение не будет разработано. Ещё к 1928 году все основные исландские политические партии сошлись во мнении, что уния должна быть расторгнута, причём как можно скорее.
9 апреля 1940 года немецкие войска начали Операцию «Везерюбунг», вторгнувшись на территории Дании и Норвегии. Дания была завоёвана и оккупирована в течение одного дня. В тот же день британское правительство направило правительству Исландии послание, заявив в нём, что Великобритания готова помочь Исландии в сохранении её независимости, но для этого потребуется ввести на её территорию британские войска. Исландия была приглашена Великобританией к вступлению в войну как «воюющая сторона и союзник». Исландское правительство отвергло это предложение.
На следующий день, 10 апреля 1940 года, исландский парламент, альтинг, заявил, что датский король Кристиан X больше не в состоянии исполнять свои конституционные обязанности на территории Исландии, и передал их правительству Исландии, равно как и все прочие обязанности, ранее выполнявшиеся Данией от имени Исландии. Исландия отныне стала полностью независимой.
12 апреля 1940 года в результате операции «Форк» британские войска оккупировали Фарерские острова, бывшие владением Дании.
После вторжения Германии в Данию и Норвегию британское правительство всё больше беспокоилось по поводу того, что Германия попытается в скором времени установить своё военное присутствие в Исландии. Оно понимало, что возможный захват Исландии германскими вооруженными силами будет представлять собой страшную угрозу британскому контролю над Северной Атлантикой. Не менее важным было то обстоятельство, что англичане хотели получить собственные военные базы в Исландии, чтобы укрепить положение своего патрульного флота в этом регионе.

## Практические соображения
С военной точки зрения, Исландия представляла собой важнейший стратегический плацдарм, обеспечивавший контроль надо всей северной и центральной Атлантикой, что было особенно значимым обстоятельством для такой морской державы как Британия. В сложившейся ситуации справедливым могло быть утверждение, что та сторона, которая контролировала Исландию, одновременно контролировала всю северную Атлантику.

## Планирование операции
Когда военная ситуация в Норвегии стала ухудшаться, Британское Адмиралтейство пришло к выводу, что Великобритания уже не может обходиться без баз в Исландии. Уинстон Черчилль вынес этот вопрос на рассмотрение Военного кабинета. Черчилль утверждал, что если будет предпринята попытка дальнейших переговоров с исландским правительством, то немцы могут узнать об этом и действовать первыми. Более надёжным и эффективным решением он считал высадку войск без предупреждения и постановку исландского правительства перед этим как перед свершившимся фактом. Военный кабинет одобрил этот план.
В действительности британское вторжение было организовано поспешно, плохо и бессистемно. Большая часть оперативного планирования была проведена уже в пути. Войска были обеспечены небольшим числом карт местности очень низкого качества, одна из которых вообще была нарисована кем-то по памяти. Ни один из британских солдат не мог изъясняться на должном уровне на исландском языке.
Британцы планировали высадить все силы вторжения в одном месте — Рейкьявике. Там они должны были подавить любое возможное сопротивление и взять под свой контроль всех местных немцев. Чтобы защититься от возможной немецкой контратаки с моря, они должны были занять гавань столицы и отправить часть войск по суше к Хвалфьордуру. Англичане также были обеспокоены тем, что немцы могут организовать воздушные десанты, подобные тем, которые они с большим успехом осуществили во время Норвежской кампании. Чтобы предотвратить это, войска на местном захваченном транспорте должны были проследовать к местам, могущим служить плацдармами для воздушного десанта, — Калдарнесу и Санскею. Наконец, войска должны были быть направлены к гавани Акюрейри и возможному месту приземления воздушного десанта Мельгери на севере страны.
По предварительным данным разведывательной службы КВМФ, имелись три возможных источника сопротивления британскому вторжению в Исландию. Во-первых, это были местные немцы, которые, как сообщалось, имели некоторое оружие, поэтому можно было ожидать, что они станут сопротивляться или даже попробуют устроить переворот в стране. Во-вторых, возможные немецкие силы вторжения, которые в данный момент могли быть уже в пути или высадиться сразу же после британского десанта. В-третьих, также ожидалось возможное сопротивление со стороны полиции Рейкьявика, в которой было семьдесят вооружённых человек. Если же в момент высадки в порту Рейкьявика будет присутствовать датское патрульное судно, предполагалось, что датские моряки тоже могли бы помочь защитникам города.

## Подготовка к операции
Историками, как правило, упускается подготовительная фаза операции. Исходно, для этих целей предполагалось задействовать канадские соединения. К весне 1940 года была отмобилизована и укомплектована 2-я Канадская дивизия второго формирования, в качестве пункта назначения для которой была указана Исландия. Однако этот вариант не был реализован, поскольку между командованием Вооружённых сил Великобритании и канадским правительством уже на этапе планирования возникли разногласия относительно целесообразности участия Канады в данной акции. Это в итоге привело к тому, что 2-я канадская дивизия была направлена не в Исландию, а на Британские острова, куда она прибыла 10 мая. В 20-х числах апреля 1940 года корабли, которые предполагалось привлечь к операции, получили приказы о сборе (флагман был в это время задействован у берегов Норвегии). 3 мая, за неделю до высадки войск, участвующие в операции корабли прибыли для заправки и погрузки необходимого снаряжения на главную военно-морскую базу КВМФ «Скапа-Флоу». В тот же день 2-й батальон КМП в Бисли, графство Суррей, специально выделенный для проведения операции из состава 101-й бригады КМП, получил из Лондона приказ в течение двух часов быть готовыми к отбытию, конечный пункт назначения не оглашался. Тем временем остальные части бригады, оставшиеся на Британских островах, были приведены в повышенную боевую готовность к отбытию, в случае возникновения таковой необходимости. В ночь на 8 мая, в 4:30, силы вторжения отбыли из гринокской гавани с отрядом королевской морской пехоты (КМП) на борту

## Погрузка на корабли
6 мая подчинённые полковника морской пехоты Р. Стёрджеса отправились по железной дороге до шотландского города Гринока в Клайде, где располагался морской порт. Чтобы не привлекать к себе внимания, отряд был разделён на две группы, ехавшие на разных поездах, но из-за задержек в пути они прибыли на вокзал Гринока примерно в одно и то же время, что плохо отразилось на секретности планируемой операции. Кроме того, была допущена утечка информации, и к моменту прибытия войск в Гринок все уже знали, что их пункт назначения — Исландия.
Утром 7 мая 1940 года отряд достиг гавани Гринока, где находились крейсера «Бервик» и «Глазго», готовые принять морских пехотинцев на борт, чтобы доставить их в Исландию. Посадка на корабли началась, но сопровождалась всевозможными проблемами и задержками. Дату отправления перенесли на 8 мая, и даже в этом случае значительную часть оборудования и снаряжения пришлось оставить на пирсах.

## Операция «Вилка»

### Силы нападавших
Батальон КМП был сформирован за месяц до проведения операции. Хотя у него и было «ядро» из опытных офицеров, большинство солдат были новобранцами, имевшими лишь частичную подготовку. У батальона имелось только лёгкое стрелковое оружие — винтовки со штыками и пистолеты у младшего командного состава, а 50 морских пехотинцев совсем недавно получили свои винтовки и даже не умели из них стрелять. 4 мая батальон получил пополнение в вооружении: ручные лёгкие пулемёты Bren, противотанковые ружья и 2-дюймовые миномёты. Ввиду отсутствия свободного времени обучение обращению с оружием и учебные стрельбы должны были быть проведены уже в море.
Артиллерийскую поддержку вторжения обеспечивали две артиллерийские батареи морской пехоты, оснащённые 3,7-дюймовыми горными гаубицами, четыре корабельные зенитные пушки Vickers QF Mark II и два 4-дюймовых орудия береговой охраны. Однако все расчёты были укомплектованы солдатами из артиллерийских частей ВМС и морской пехоты, ни один из них не умел обращаться именно с этими орудиями. Не хватало прожекторов, средств связи и огнетушителей.
Командование было возложено на полковника морской пехоты Роберта Стёрджеса. Ему на тот момент было 49 лет; это был прославленный ветеран Первой мировой войны, сражавшийся в Галлиполийской кампании и Ютландском морском сражении. Его сопровождал небольшой отряд разведчиков под командованием майора Хамфри Куилла и дипломатическая миссия, возглавляемая Чарльзом Говардом Смитом. 2-й батальон под командованием Стёрджеса насчитывал в своём составе 40 офицеров (включая командира) и 775 нижних чинов.
Стёрджесу было заранее указано вышестоящим начальством, что «статус Исландии как иностранного государства никоим образом не [должен быть] затронут в связи с военной оккупацией её силами под вашим командованием». Ему были даны указания «наладить дружественные отношения с властями и населением в целом», для чего ему предстояло тесно взаимодействовать с руководителем дипмиссии Смитом. В то время как Стёрджесу было поручено руководство оккупационным контингентом, Смит был уполномочен вести переговоры с местным правительством по всем возникающим вопросам.

### Переход морем
В 04:00 8 мая 1940 года крейсеры отправились в Исландию. Их сопровождал противолодочный эскорт, состоявший из эсминцев HMS «Fearless» и «Fortune». Крейсеры в силу своего размера не были предназначены для задачи транспортировки большого числа людей, возложенной на них, поэтому условия на них были стеснёнными. Несмотря на достаточно хорошую погоду в целом, у многих морских пехотинцев развилась тяжёлая морская болезнь. Один из недавно рекрутированных морских пехотинцев покончил с собой в середине пути; других происшествий не произошло. Время в пути, как и планировалось, было использовано для обучения обращению с новым вооружением.
«В мае 1940 года мы транспортировали королевских морских пехотинцев в Исландию, и остров был оккупирован 10 мая 1940 года, чтобы предотвратить его захват немецкими войсками. Немецкие гражданские лица и технические специалисты в Исландии были пленены и вывезены в Великобританию. Море было неспокойным на пути в Исландию, и морские пехотинцы сильно страдали от морской болезни, создав суматоху в проходах и кают-компаниях на палубе по всему кораблю. Один из несчастных морских пехотинцев покончил жизнь самоубийством». — Стан-Форман, старшина на HMS «Бервик».
- Крейсер Berwick был главным кораблём в операции
- HMS Fearless
- HMS Fortune
- The Supermarine Walrus

### Потеря эффекта внезапности
В 1:47 по исландскому времени 10 мая 1940 года HMS «Бервик» использовал свою стартовую катапульту для запуска разведывательного самолёта «Supermarine Walrus». Основной целью полёта была разведка окрестностей Рейкьявика на предмет наличия вражеских подводных лодок, которые, по убеждению морского разведывательного отдела, действовали рядом с исландскими портами. Самолёту был дан приказ ни в коем случае не пролетать над самим Рейкьявиком, но — случайно или в результате недопонимания — он как раз пролетел над городом несколько кругов, создав значительный шум. В то время Исландия не обладала собственными самолётами, поэтому это необычное событие заставило проснуться и взбудоражило многих людей. Исландский премьер-министр Херманн Йоунассон был напуган прилётом самолёта, как и исландская полиция. Исполняющий обязанности начальника исландской полиции Эйнар Арналдс правильно предположил, что это был самолёт с британского военного корабля, а отнюдь не прилёт какого-либо нового посла.
Вернер Герлах, немецкий консул в Исландии, был также напуган прилётом британского самолёта. Предположив, что может произойти, он поехал со своими коллегами-немцами в гавань. С помощью бинокля он убедился, что его опасения оказались верны и поспешил вернуться обратно. Дома он сжёг все свои документы и безуспешно пытался дозвониться до исландского министра иностранных дел.

### Прибытие в гавань Рейкьявика
В 03:40 исландский полицейский увидел небольшой флот из военных кораблей, приближающихся к гавани, но не смог разглядеть их национальные флаги. Он уведомил об этом своего начальника, который, в свою очередь, сразу же уведомил об этом Эйнара Арналдса, и. о. начальника исландской полиции. Закон о нейтралитете Исландии запрещал прибытие одновременно более трёх кораблей воюющей нации в исландскую гавань; любым самолётам, находящимся на таких кораблях, было запрещено летать над нейтральными территориальными водами. Видя, что приближающийся флот собирается нарушить исландский нейтралитет сразу по двум указанным критериям, Арналдс начал расследование. Прибыв в гавань, он рассматривал корабли и для себя решил, что это, вероятно, англичане. Он связался с министерством иностранных дел, где ему подтвердили, что он должен отплыть к флоту и объявить его командиру, что тот нарушает нейтралитет Исландии. Таможенники получили приказ подготовить лодку.
Между тем морские пехотинцы получили приказ переправляться с «Бервика» на «Бесстрашный», который доставит их к гавани. Морская болезнь и неопытность солдат привели к задержкам и в этом деле, и офицеры становились всё более раздражёнными. Незадолго до 5 часов утра «Бесстрашный» с 400 морскими пехотинцами на борту направился к гавани Рейкьявика. Там собралась небольшая толпа, включавшая нескольких полицейских, всё ещё ожидавших лодку таможенников. Британский консул получил предварительное уведомление о вторжении и ожидал пехотинцев вместе со своими коллегами, чтобы помочь войскам по их прибытии. Испытывая некоторое неудобство из-за беспокойства толпы, консул Шеппард обратился к исландским полицейским: «Не могли бы вы… немного оттеснить людей от пристани, чтобы солдаты могли сойти с эсминца?» «Конечно», — был ответ.
«Бесстрашный» начал высадку пехотинцев сразу же после стыковки с доком. Арналдс попросил разрешения поговорить с капитаном эсминца, но получил отказ. Затем он поспешил доложить о случившемся премьер-министру. Йоунассон дал ему приказ не вмешиваться в дела британских войск и сделать всё для того, чтобы предотвратить конфликты между ними и исландцами.
Какое-либо серьёзное вооружённое сопротивление не предполагалось, а так как большинство зданий и строений на острове были деревянными и имелось лишь несколько сооружений из бетона, у потенциального сопротивления не было шансов на успех, — следующий начальник оккупационных сил на острове, бригадир Джордж Лэмми заметил по этому поводу, что ему хватило бы «нескольких снарядов или миномётных выстрелов, чтобы сравнять [здесь всё] с землёй. Учитывая сильные ветра, которые дуют круглый год, достаточно будет одних зажигательных — огонь распространится быстро».
В гавани некоторые местные жители протестовали против прибытия англичан. Один из исландцев выхватил у британского пехотинца винтовку и засунул туда сигарету. После этого он кинул солдату винтовку и сказал ему, что с ней надо быть осторожней. Тут же подошёл офицер и принялся ругать морского пехотинца.

### Операции в Рейкьявике
Корабли с морской пехотой подошли к месту высадки в Рейкьявике 10 мая в 7:00. Британцы начали свою деятельность в Рейкьявике с того, что отправили одного пехотинца в качестве охранника в здание почты, и повесили на двери здания плакат, который на ломаном исландском языке сообщал жителям, что город оккупирован англичанами и что они просят содействия жителей в борьбе с местными немцами. Офисы компаний Síminn (телекоммуникации), RÚV (радиосвязь) и метеорологической службы следовало как можно скорее поставить под британский контроль, дабы предотвратить сообщение о вторжении англичан в Рейкьявик.
Между тем главные усилия англичан были направлены на захват германского консульства. Придя к нему, солдаты не встретили никакого сопротивления и просто постучали в дверь. Консул Герлах открыл, выразил свой протест против вторжения и напомнил англичанам, что Исландия — нейтральная страна; те, в свою очередь, напомнили ему, что Дания тоже была нейтральной страной. Британцы обнаружили огонь в верхней части здания, где нашли большое количество документов, которые консул жёг в своей ванной. Они быстро потушили пожар и захватили значительное количество не успевших сгореть документов.
Англичане также ожидали сопротивления со стороны экипажа немецкого грузового корабля «Баия-Бланка», который столкнулся с айсбергом в Датском проливе и 62 члена экипажа которого были спасены исландским траулером. Морской Разведывательный Отдел считал, что эти немцы на самом деле — резерв экипажей немецких подводных лодок, по их мнению, действовавших в исландских водах. На деле же безоружные немцы были захвачены без какого-либо сопротивления. Все лица немецкой национальности были препровождены к 19:00 10 мая на борт кораблей «Бервик» и «Глазго», которым предстояло вывезти их в Англию.

### Установление контакта с органами местной власти
После того, как Стёрджес был представлен членам местного правительства, он провёл рабочую встречу с начальником местной полиции Агнаром Кофёд-Хансоном, которого британцы подозревали в пронацистских настроениях, — не так давно Хансон был приглашён лично Рейхсфюрером СС Генрихом Гиммлером сопровождать его в инспекционной поездке по Германии и Дании под предлогом ознакомления того с методами подготовки полицейских сил. Для того, чтобы изолировать его от любых посторонних контактов под благовидным предлогом (по причинам, указанным выше, он не мог просто взять его под стражу или задерживать другим способом), Стёрджес пригласил его на импровизированную церемонию сдачи-приёма постов, представлявшую собой их совместную поездку по территории острова. Поездка осуществлялась Стёрджесом в рекогносцировочных целях, таким образом он решал сразу две задачи. Из маршрута их следования был исключён Хваль-фьорд, который, как сострил по этому поводу Стёрджес, «и так был в полной мере отрекогносцирован бывшим германским консулом», — перед тем там была обнаружена стреляная винтовочная гильза калибра 8 мм (оружия такого калибра не было на вооружении британской морской пехоты) и у Стёрджеса были основания предполагать возможность вооружённых провокаций.

## Ввод американских войск
Британия остро нуждалась в своих войсках в других частях мира, поэтому в июне 1941 года она передала свои оккупационные полномочия в Исландии Соединённым Штатам Америки в рамках англо-американского соглашения об обороне. Президент США Франклин Делано Рузвельт провозгласил Исландию «охраняемой» Соединёнными Штатами 16 июня 1941 года. Первая начальная морская бригада из 194 офицеров и 3714 солдат из Сан-Диего, Калифорния, под командованием бригадного генерала Джона Марстона, вышла из Чарльстона (Южная Каролина) 22 июня, для сбора в составе оперативной группы «19» на Аргентии, в Ньюфаундленде, откуда отплыла в Исландию 1 июля. 7 июля Британия убедила альтинг принять американские оккупационные силы, в тот же день правительство Исландии подписало договор о военном сотрудничестве с США и корабль оперативной группы «19» бросил якорь в Рейкьявике в тот же вечер. Американские морские пехотинцы начали высадку в городе 8 июля и закончили её 12 июля. 6 августа ВМС США создали авиабазу в Рейкьявике в связи с прибытием патрульной эскадрильи VP-73 Consolidated PBY Catalina и VP-74 Martin PBM Mariner. Персонал армии США начал прибывать в Исландию в августе, и морские пехотинцы были выведены из Исландии к марту 1942 года, направившись в Тихий океан. На острове было размещено до 40 тысяч американских военнослужащих, что превосходило всё взрослое мужское население страны (всего население Исландии тогда составляло 120 тысяч человек).

## Последствия
Хотя британская операция имела целью исключить любой риск захвата немцами Исландии, в действительности у Германии на тот момент ещё не имелось таких планов. Однако после вторжения англичан немцы всё же разработали свой план вторжения в Исландию — операцию «Икар». Но немецкая операция никогда не была реализована в силу господства Британии на море и отсутствия у кригсмарине необходимых средств для её осуществления.
Одним из напоминаний о британской оккупации страны стали многочисленные полукруглые хижины-ниссены, построенные англичанами. В бедной стране, которой долгое время являлась Исландия, эти хижины после войны из-за нехватки жилья использовались в качестве жилых домов.

## Комментарии
1. ↑  С 1951 года активизируется движение протеста местного населения против американского военного присутствия на острове.
2. ↑  Тогда штаб-квартира Интерпола располагалась в Германии и соответственно недавний визит начальника исландской полиции формально носил служебный характер, поскольку осуществлялся по линии международного полицейского сотрудничества.